# 納氏鯡鯰
納氏鯡鯰，為輻鰭魚綱鯰形目北非鯰科的其中一種，分布於亞洲巴基斯坦的淡水流域，體長可達23.5公分，棲息在底層水域，屬肉食性，生活習性不明。

## 擴展閱讀
維基物種上的相關：納氏鯡鯰